# Menkemaborg

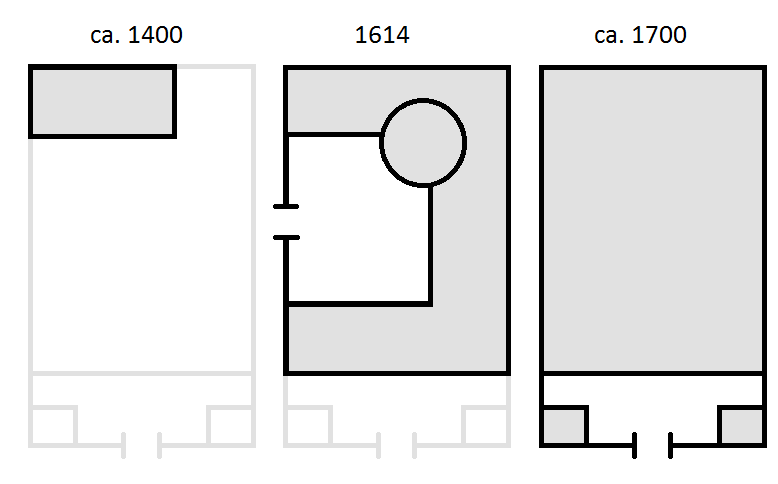
Veranderingen aan de borg. Links het steenhuis zoals het eruitzag voor 1614. Midden de verbouwing van 1614. Rechts die van rond 1700, zoals nu nog te zien.

De Menkemaborg in Uithuizen is een van de weinige overgebleven Groninger borgen.

## Geschiedenis
De oorsprong van de huidige borg ligt eind veertiende, begin vijftiende eeuw. Aangenomen wordt dat op dezelfde plaats al een steenhuis heeft gestaan. In een gevelsteen uit 1614 staat namelijk "Anno 1400 is Menckemahuis vernelt. Anno 1614 dorch Gods gnade gereparert." Rond dezelfde tijd (1400) werden meer borgen vernield, wat erop wijst dat deze bewering waarschijnlijk kan zijn. Mogelijk betreft dit 'Menckemahuis' echter ook een ander steenhuis, bijvoorbeeld Aylbada. De eerste Menkema die wordt genoemd is redger (rechter) Eppo Menkema in 1376. De enige andere Menkema's die worden genoemd zijn Rypke Mennekumma (1465) en Eylart Menckema (1489).
Rond 1489 is de borg mogelijk in handen gekomen van ene vrouwe Bywe to Stedum van Nittersum, daar die toen redger was op het Menkemahuis in Uithuizen. Van een document van overdracht is echter niets bekend. Mogelijk kwam dit door een huwelijk tussen Teteke Nittersum en Egbert Clant Menkema, waardoor het huis (net als Nittersum rond dezelfde tijd) in handen kwam van de familie Clant. Egbert was Spaansgezind en zijn dochter trouwde met Francisco Verdugo's plaatsvervangend stadhouder Antoni de Cocquel. Zijn zoon Osebrandt Clant erfde de borg en werd in 1593 aangesteld als redger. Een jaar later, na de Reductie van Groningen, wist hij de borg te behouden door de eed van trouw te ondertekenen aan het nieuwe protestantse bewind van de Republiek der Zeven Verenigde Nederlanden. In 1614, toen hij voor de tweede keer getrouwd was (met Josina Manninga) liet hij de borg verbouwen. De borg bestond tot dan toe uit een rechthoekig gebouw, dat zich van vooraf gezien linksachter het huidige gebouw bevindt. Hij liet er een groot stuk aan vast bouwen zodat het een open u-vorm kreeg, waarbij de ingang aan linkerzijde werd geplaatst.
De borg is in 1682 in het bezit gekomen van Menno Alberda, waarna de familie wel Alberda van Menkema genoemd werd. Zijn zoon Unico Alberda heeft de borg rond 1700 ingrijpend verbouwd. Tot de bewoners behoorde de bestuurder-politicus Gerhard Alberda van Menkema (1764-1828), die onder meer vanaf 1814 lid was van de Ridderschap der Provincie Groningen. Hij werd geboren op de Menkemaborg en stierf er.
De borg bleef tot het begin van de twintigste eeuw in het bezit van de familie. Na het overlijden van de laatste bewoner Gerard Alberda van Menkema in 1902 kwam de borg leeg te staan. Gerard was ook de eigenaar van de borg Dijksterhuis bij Pieterburen, die na zijn dood werd gesloopt. De toegangspalen en hek van Dijksterhuis zijn voor de Menkemaborg geplaatst. 
De Menkemaborg bleef gespaard. In 1921 schonken de erfgenamen de borg aan het Groninger Museum.

## Huidige borg
Tegenwoordig is de borg een museum en geeft een beeld van het leven van de Groninger jonkers in de 17e en 18e eeuw. De bijbehorende tuin is opnieuw ingericht als een 18e-eeuwse Hollandse tuin. In de tuin bevindt zich een van de weinige originele doolhoven in Nederland. In het op het borgterrein gelegen schathuis is een restaurant gevestigd.

## Orgels
De borg heeft twee kabinetorgels, beide uit de tweede helft van de 18e eeuw. Beide instrumenten zijn in de 2010-2011 door Mense Ruiter gerestaureerd en weer speelbaar gemaakt. Het kleinste is van de orgelbouwer Hendrik Hess (1735-1794) uit Gouda, het andere is het grootste nog bestaande kabinetorgel in Nederland. Dit werd in 1777 gebouwd door Jan Jacob Vool en Hermanus Adolfus Groet te Amsterdam voor een welgestelde familie te Nieuwolda en kreeg in 1844 toevoegingen van Herman Eberhard Freytag. Het verhuisde in 1914-1915 naar Zijldijk, waar Marten Eertman in 1916 wijzigingen aanbracht aan de registers en de windvoorziening. Het werd in 1935 geschonken aan het Groninger Museum, dat het in de Menkemaborg liet plaatsen.

## Onderscheidingen
- 2007 - VriendenLoterij Museumprijs

## Galerij

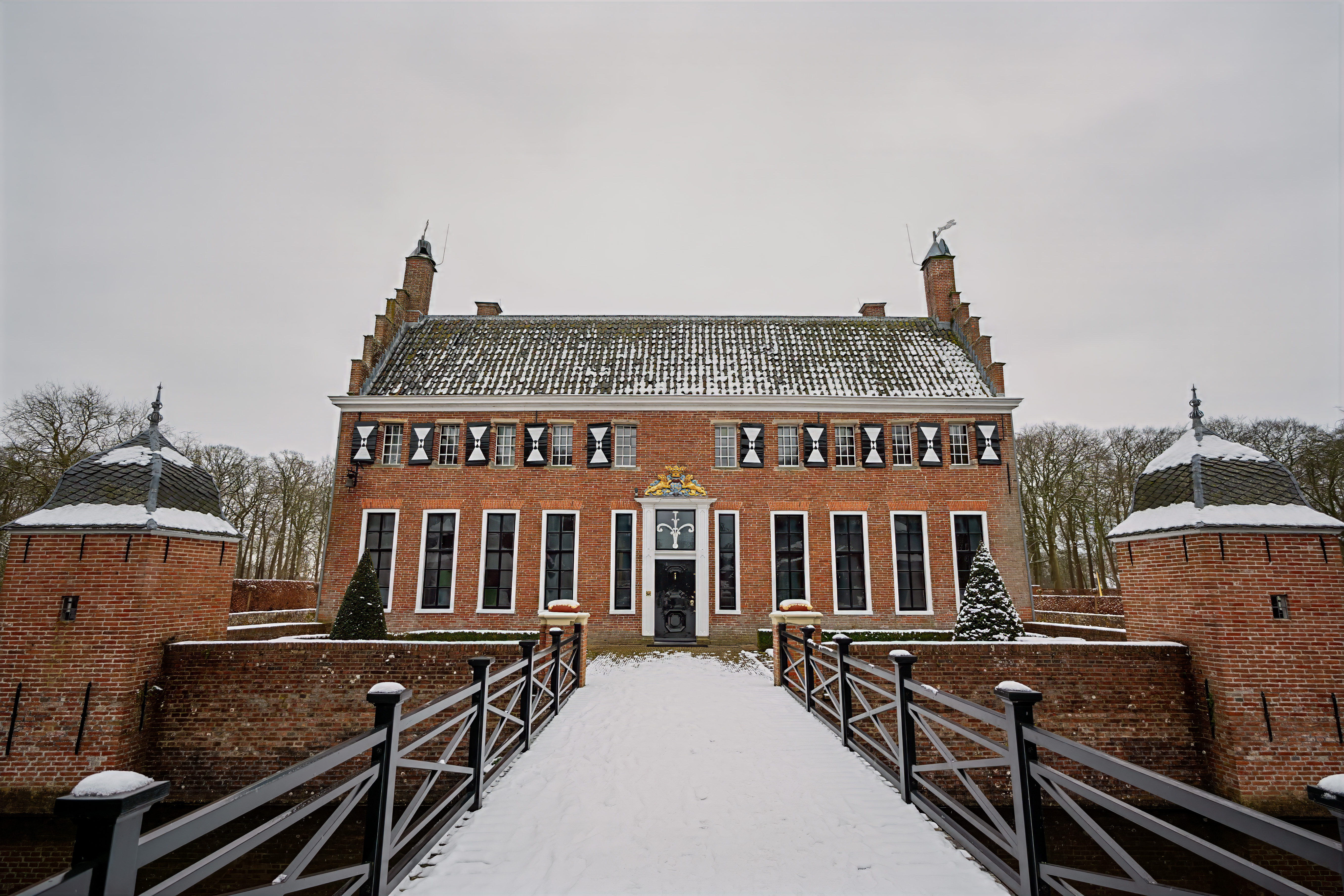
Voorzijde van de Menkemaborg, op de brug.

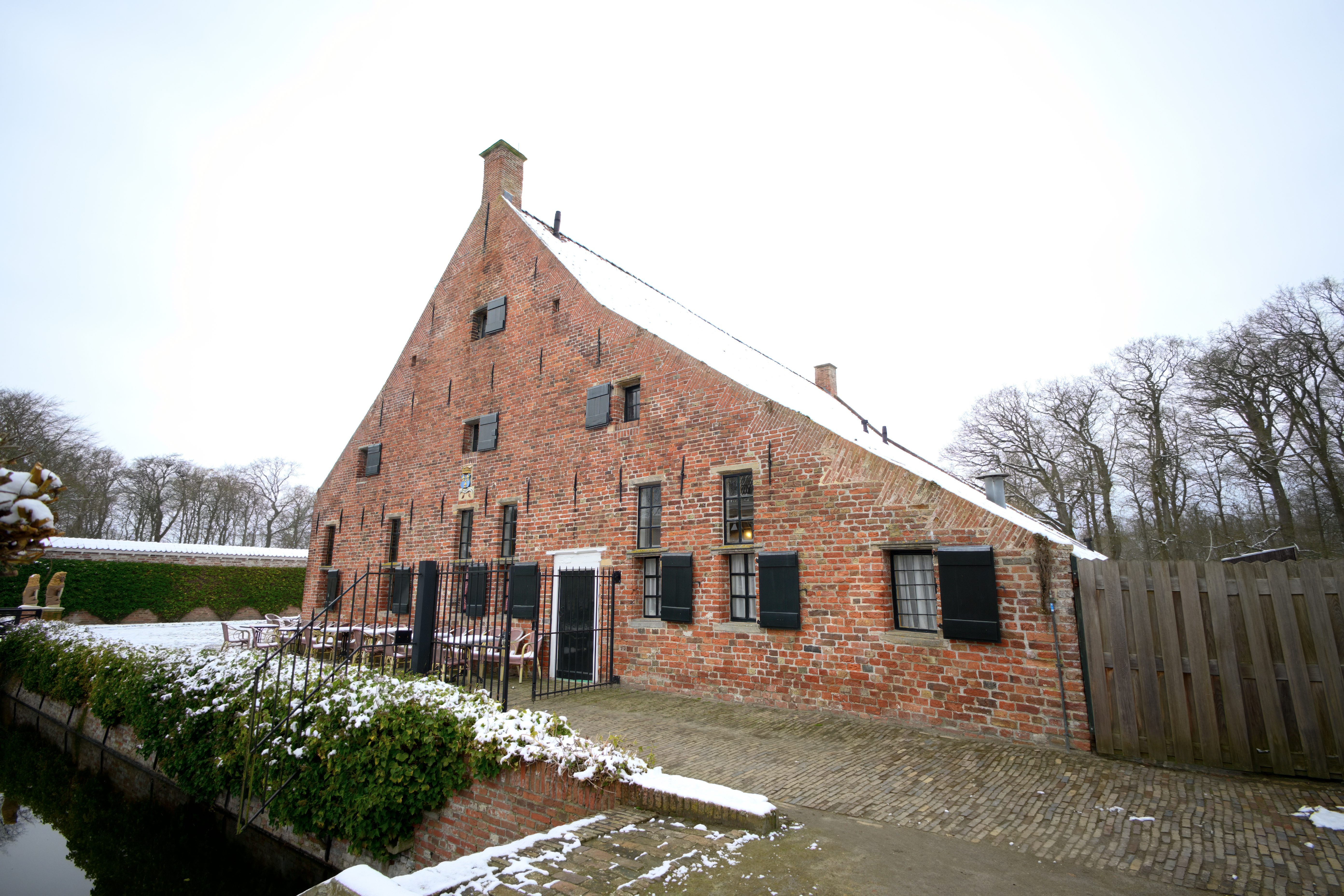
Schathuis zijaanzicht met sneeuw

Menkemaborg achterzijde met sneeuw

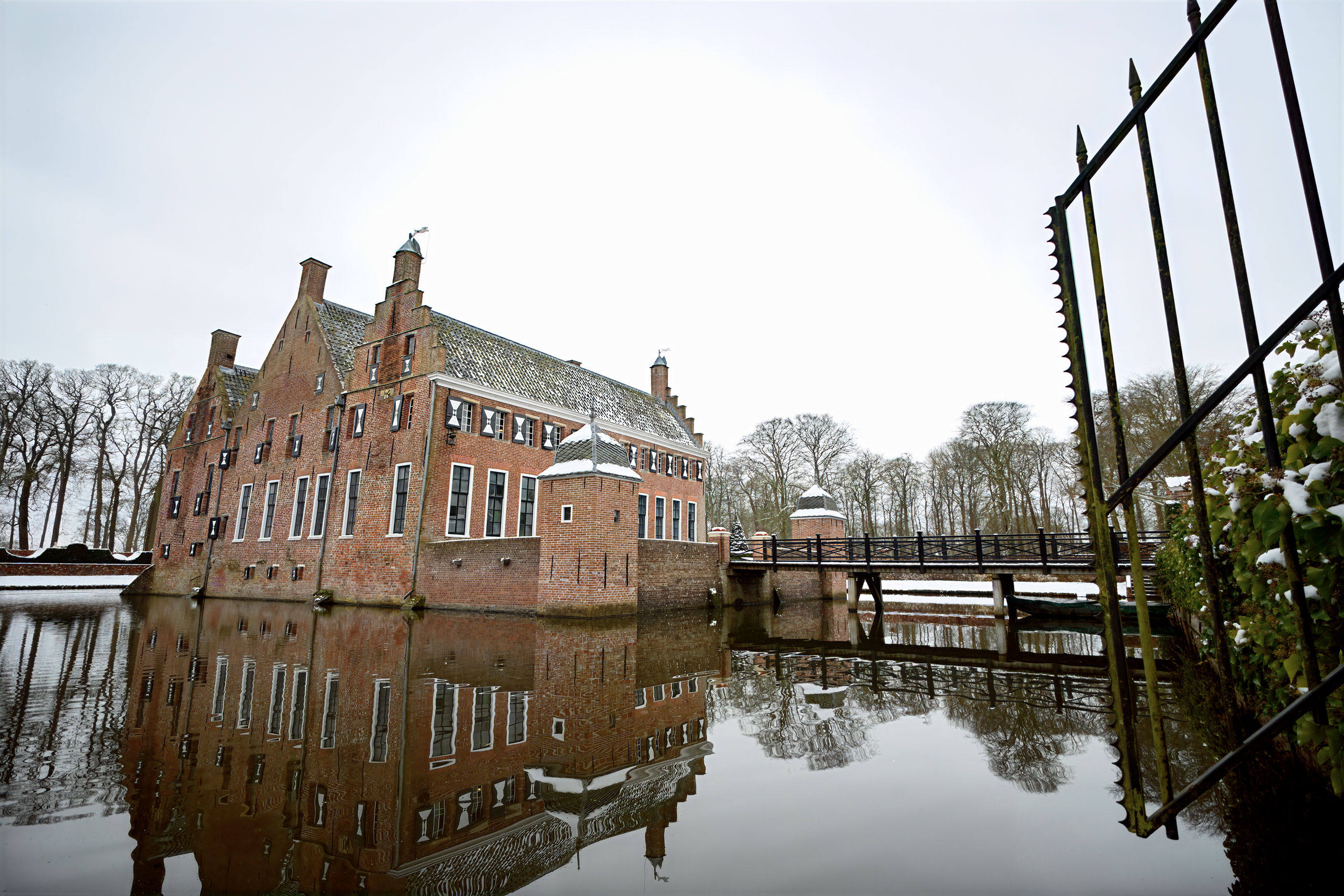
Schuin aanzicht Menkemaborg

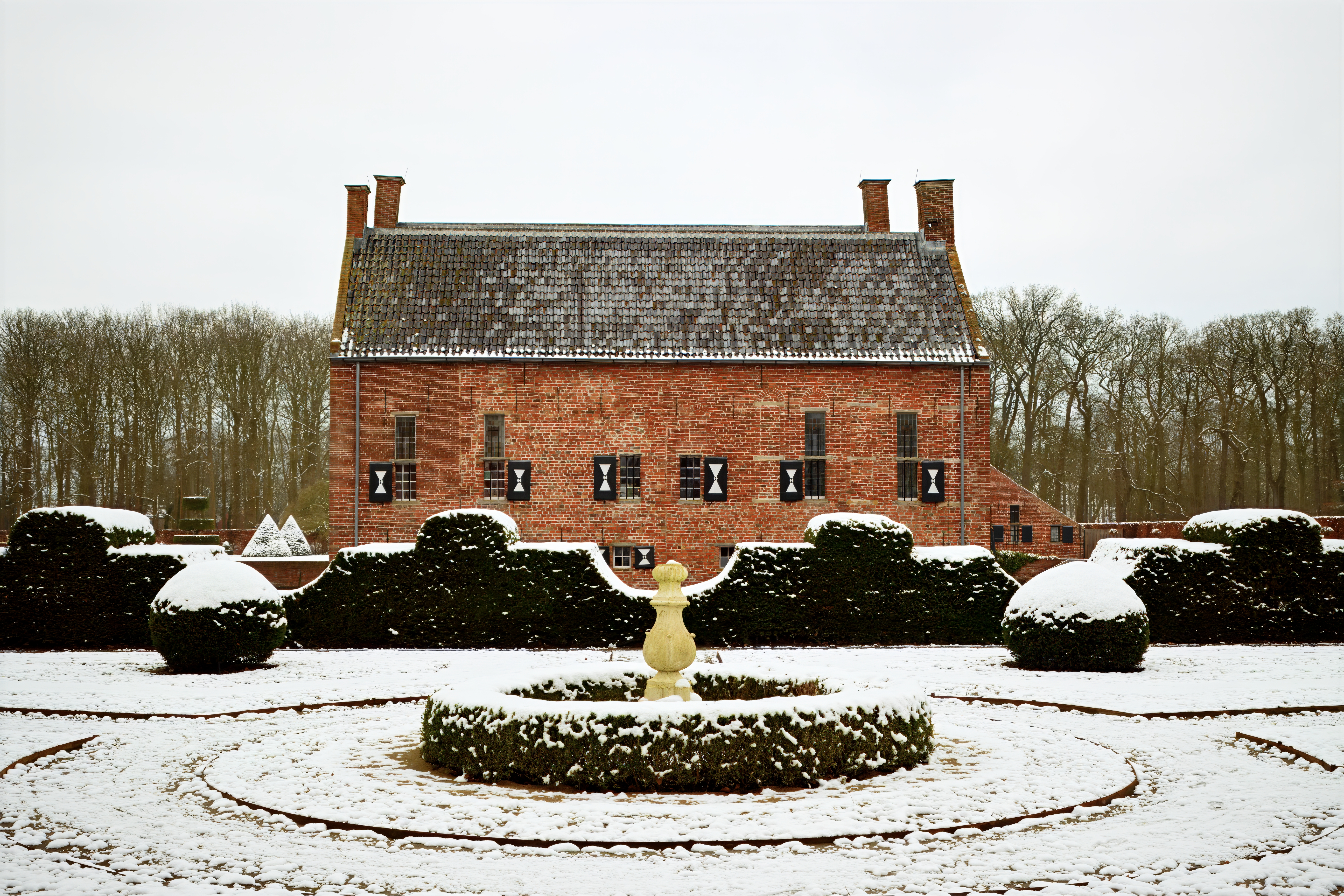
Menkemaborg achterzijde tuin met sneeuw

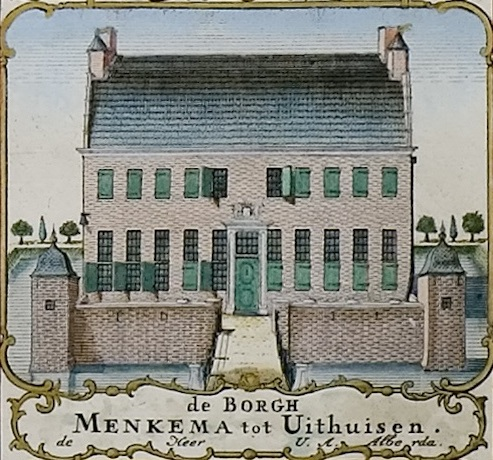
De borg op de kaart van Theodorus Beckeringh (1781)
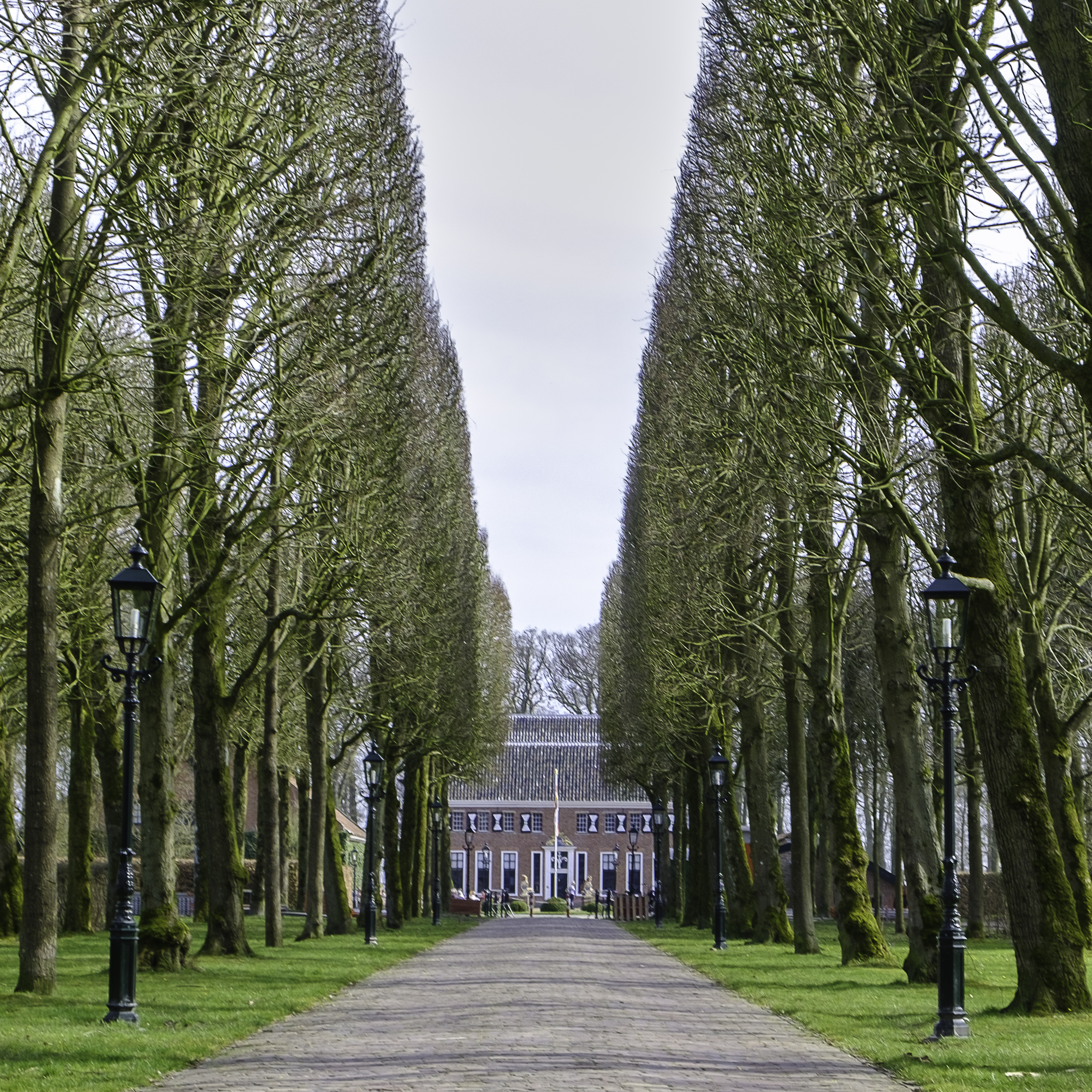
Entree
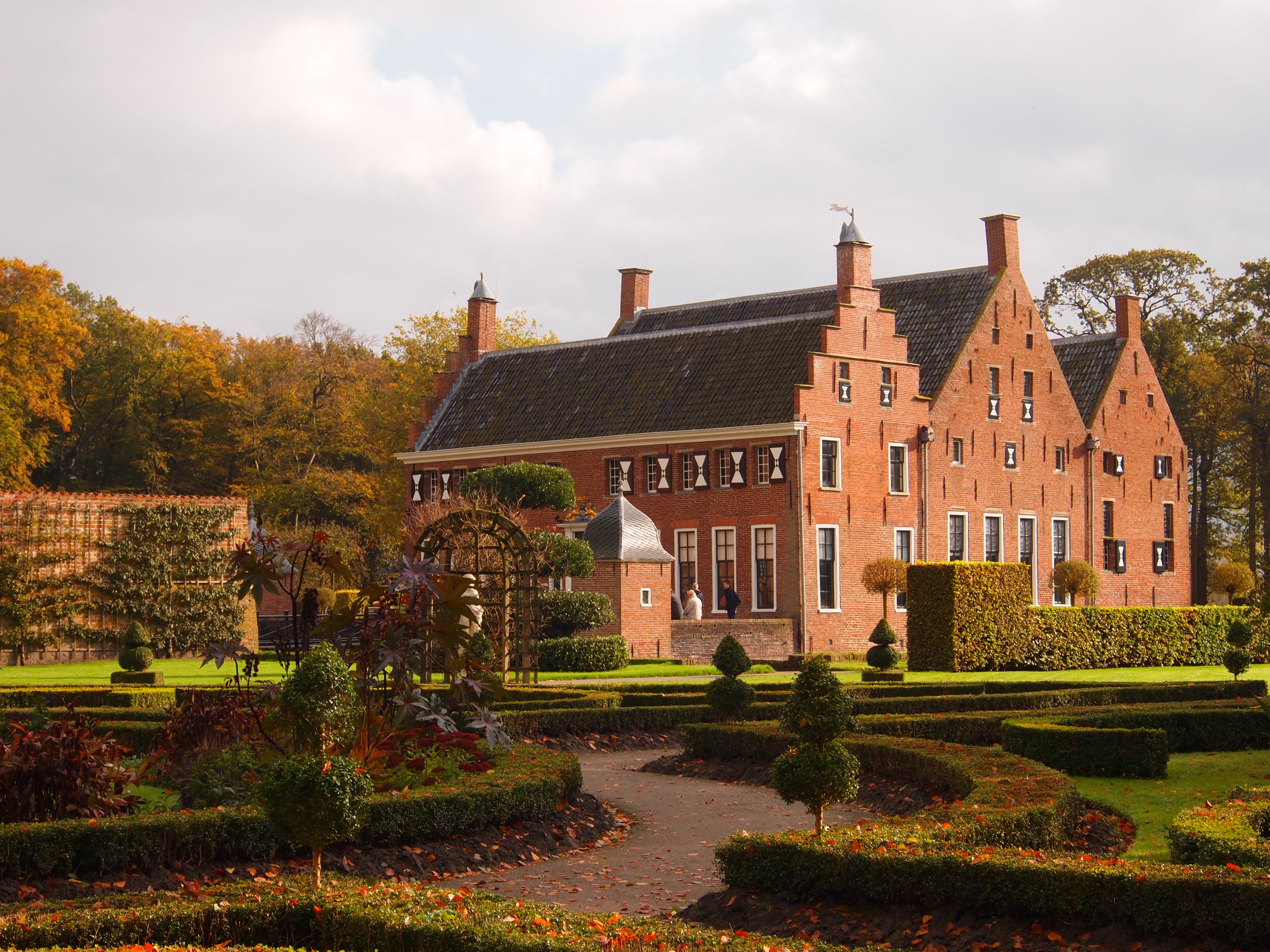
Aanzicht vanuit de tuin
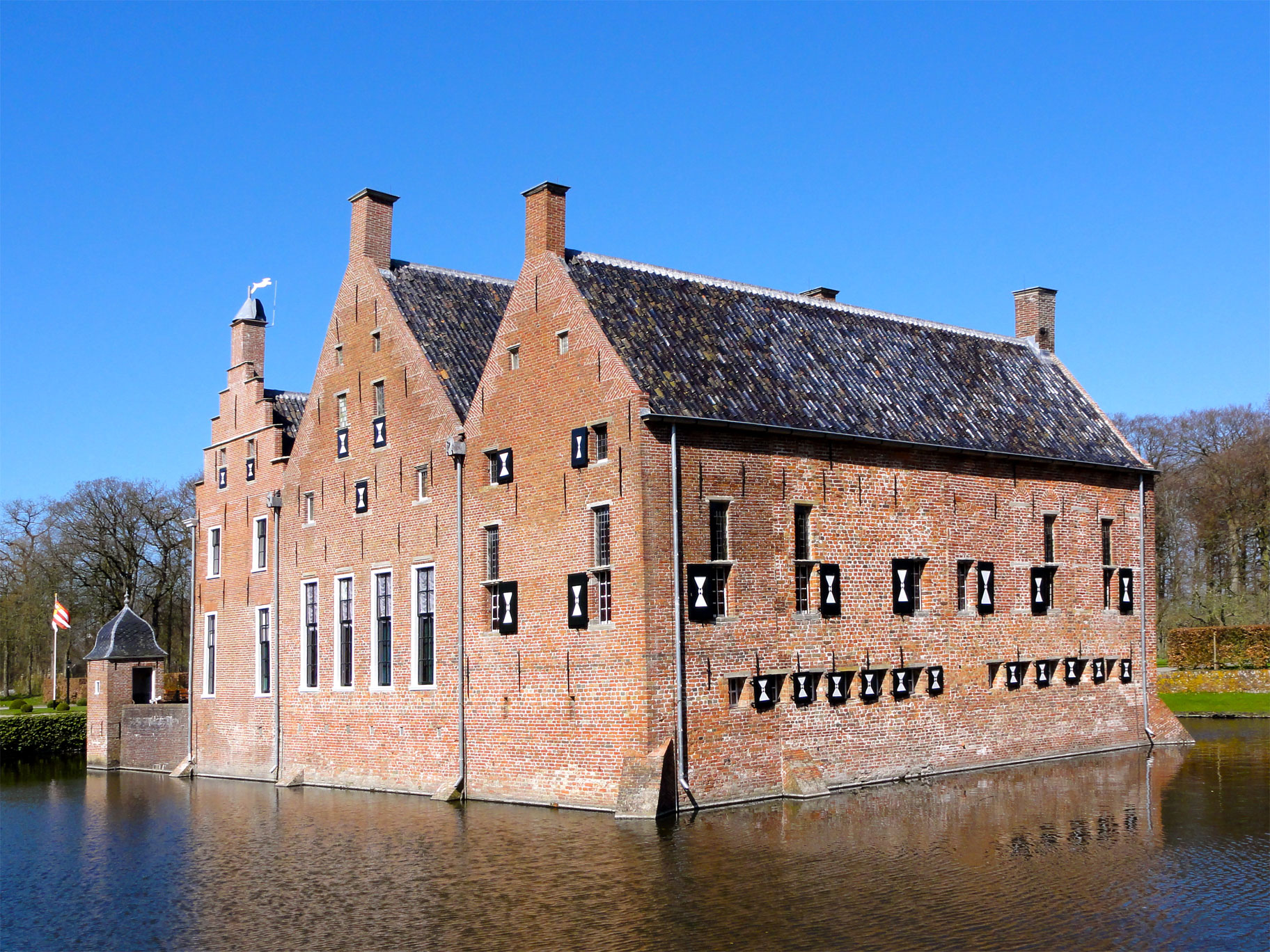
Aanzicht vanaf het water
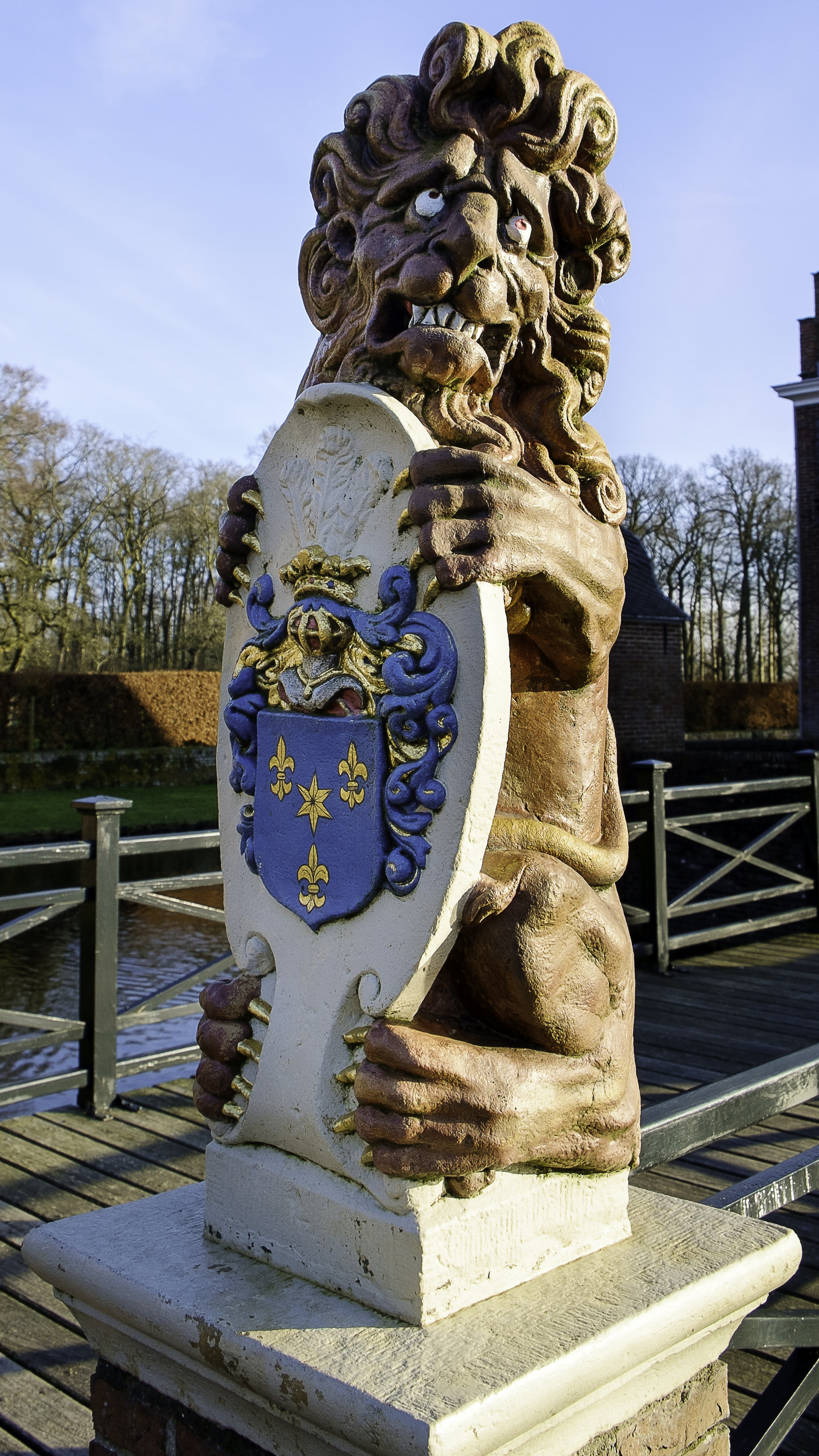
Leeuw met wapenschild Alberda bij de ingang. Oorspronkelijk rond 1600 geplaatst bij de Thedemaborg in Noordwolde en tussen ca. 1774 en 1902 bij de ingang van Dijksterhuis
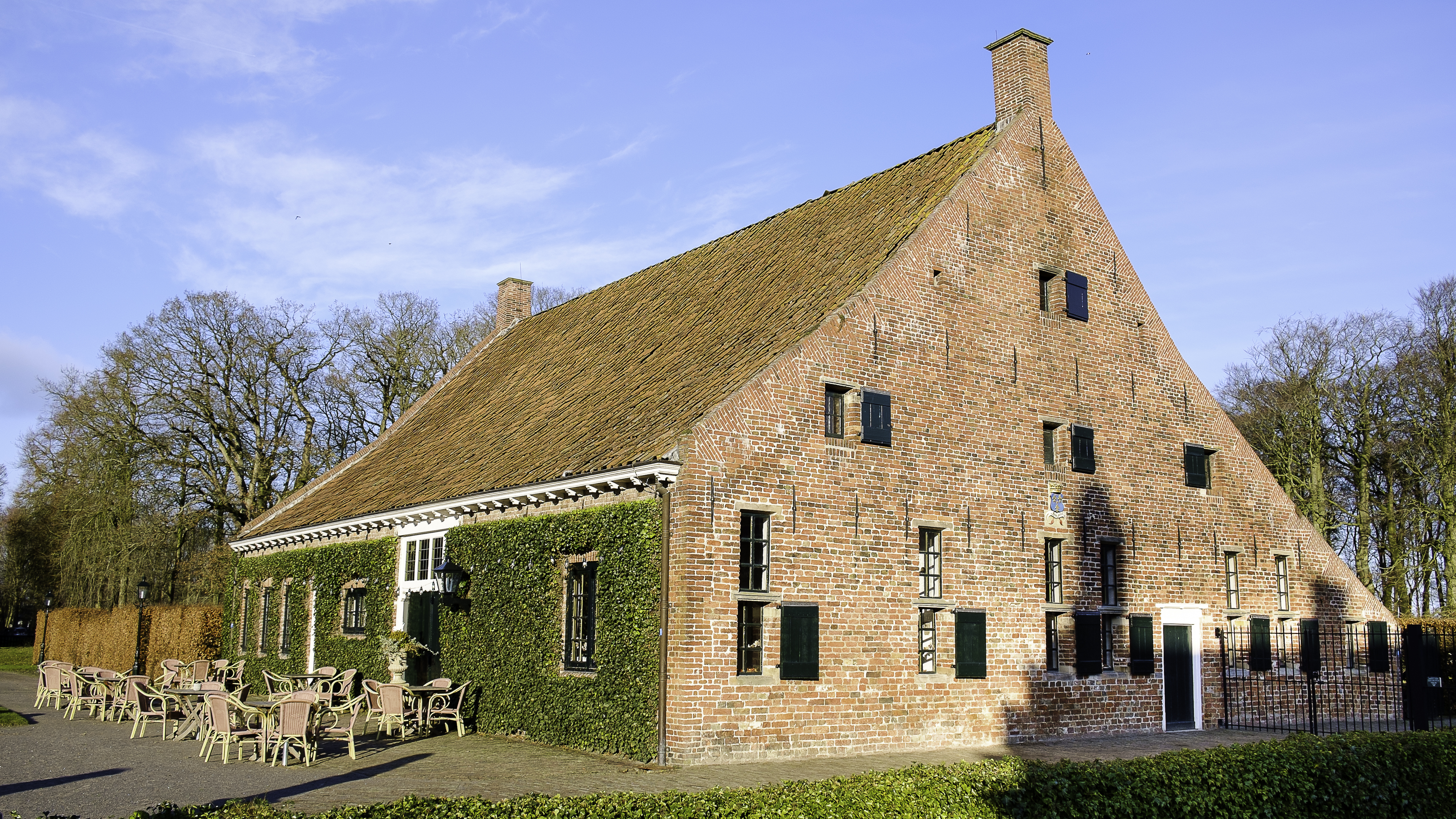
Schathuis
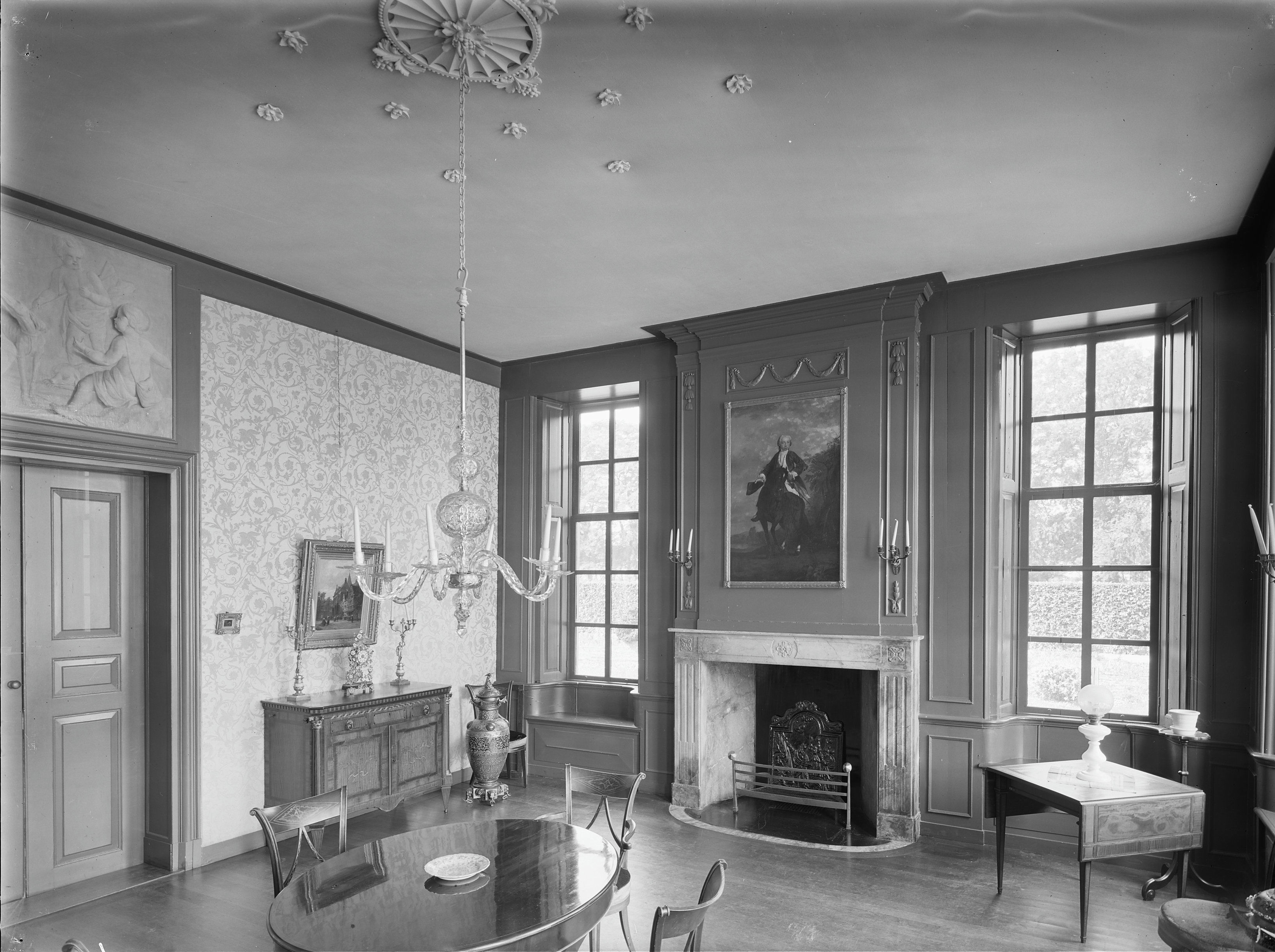
Rechter voorkamer
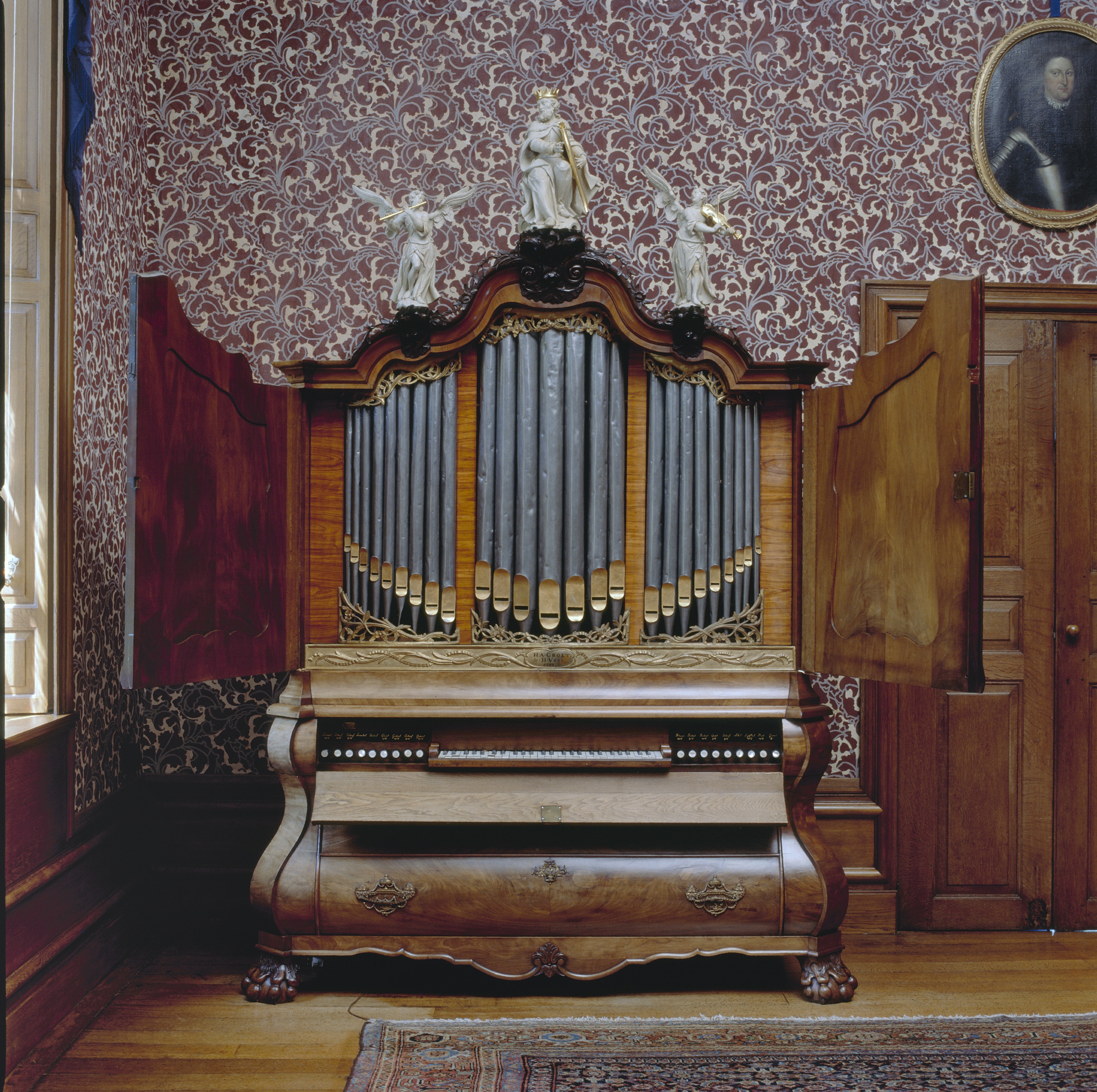
Het grote kabinetorgel uit 1777
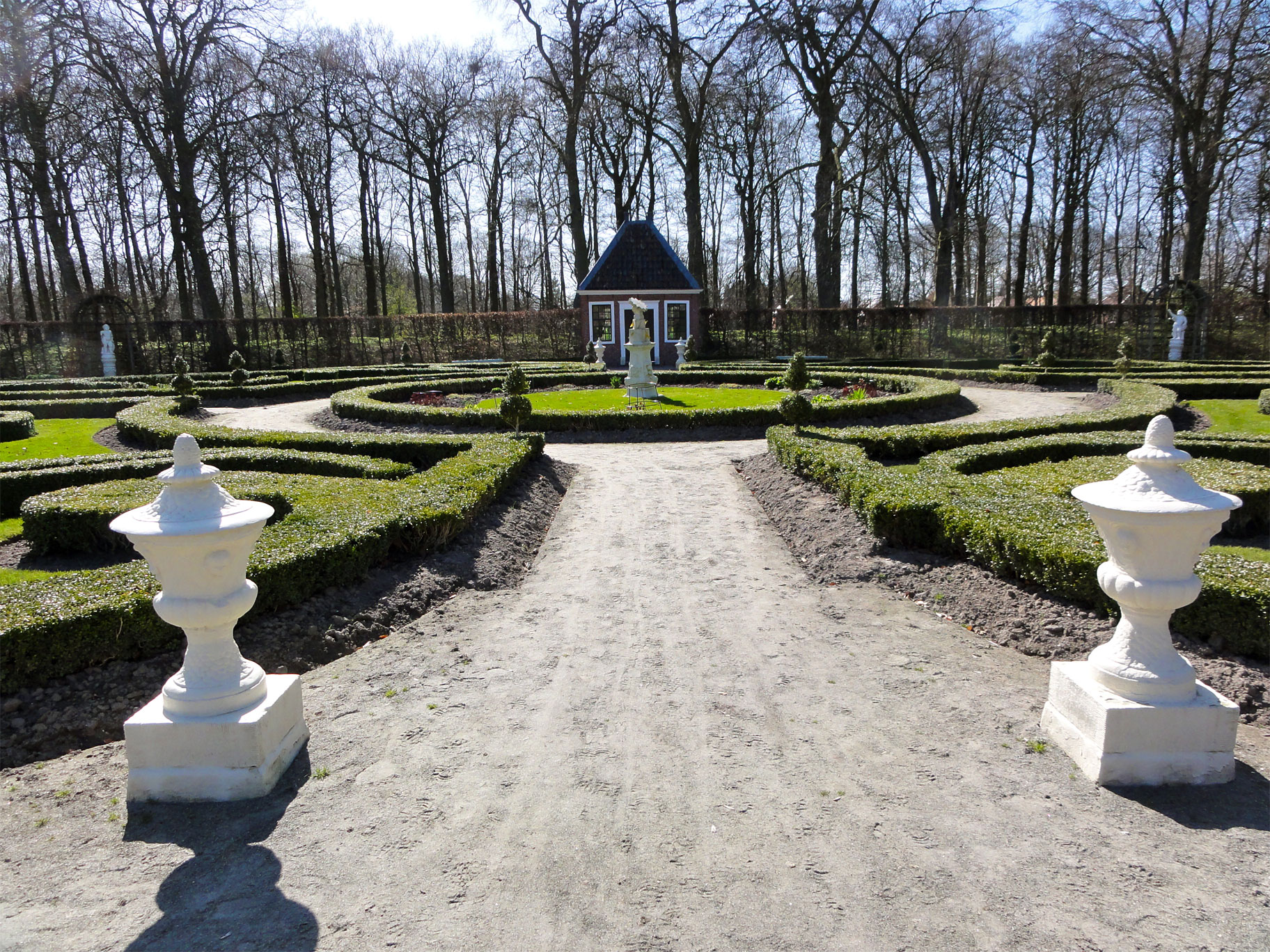
18e-eeuwse tuin
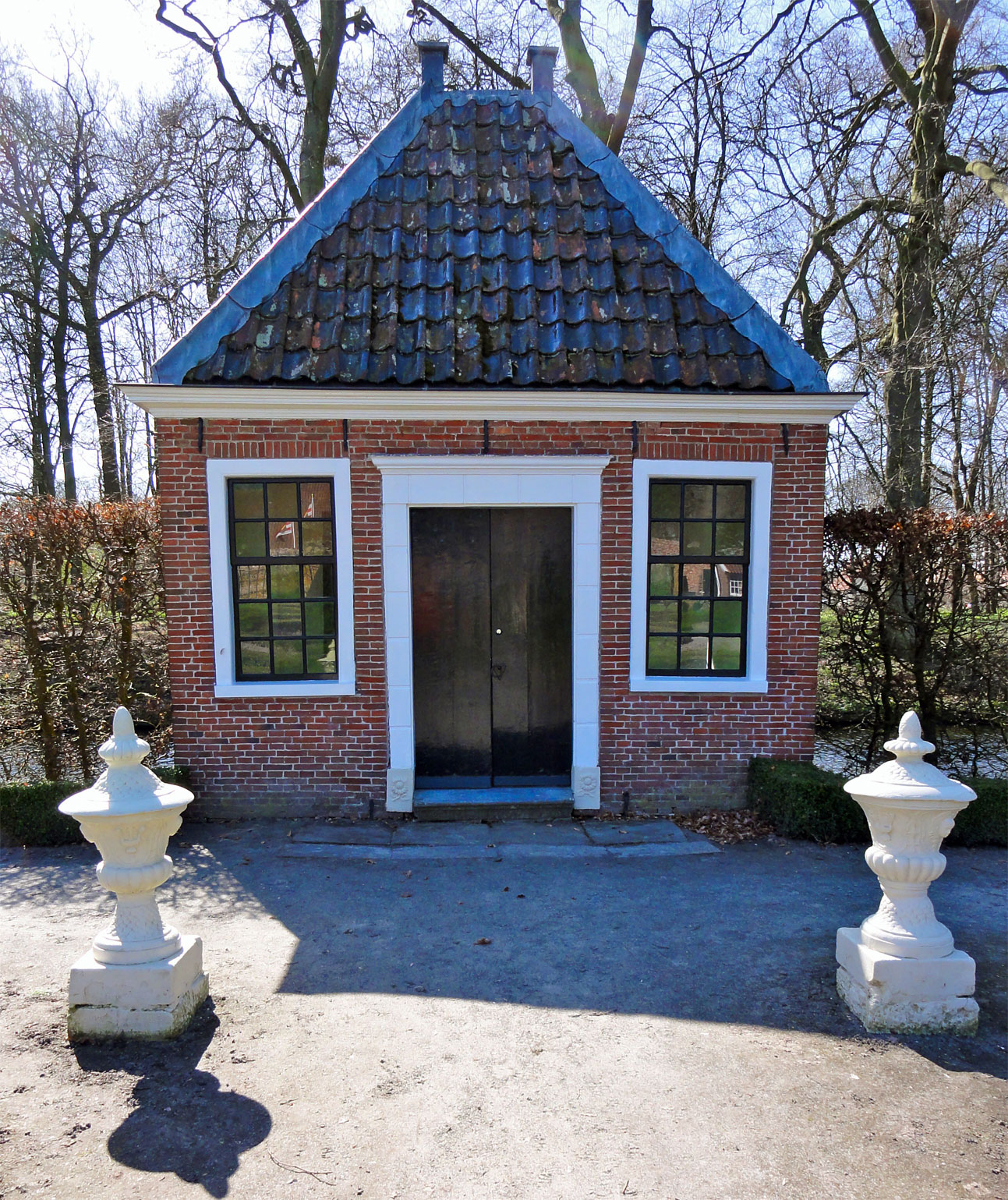
Theehuis
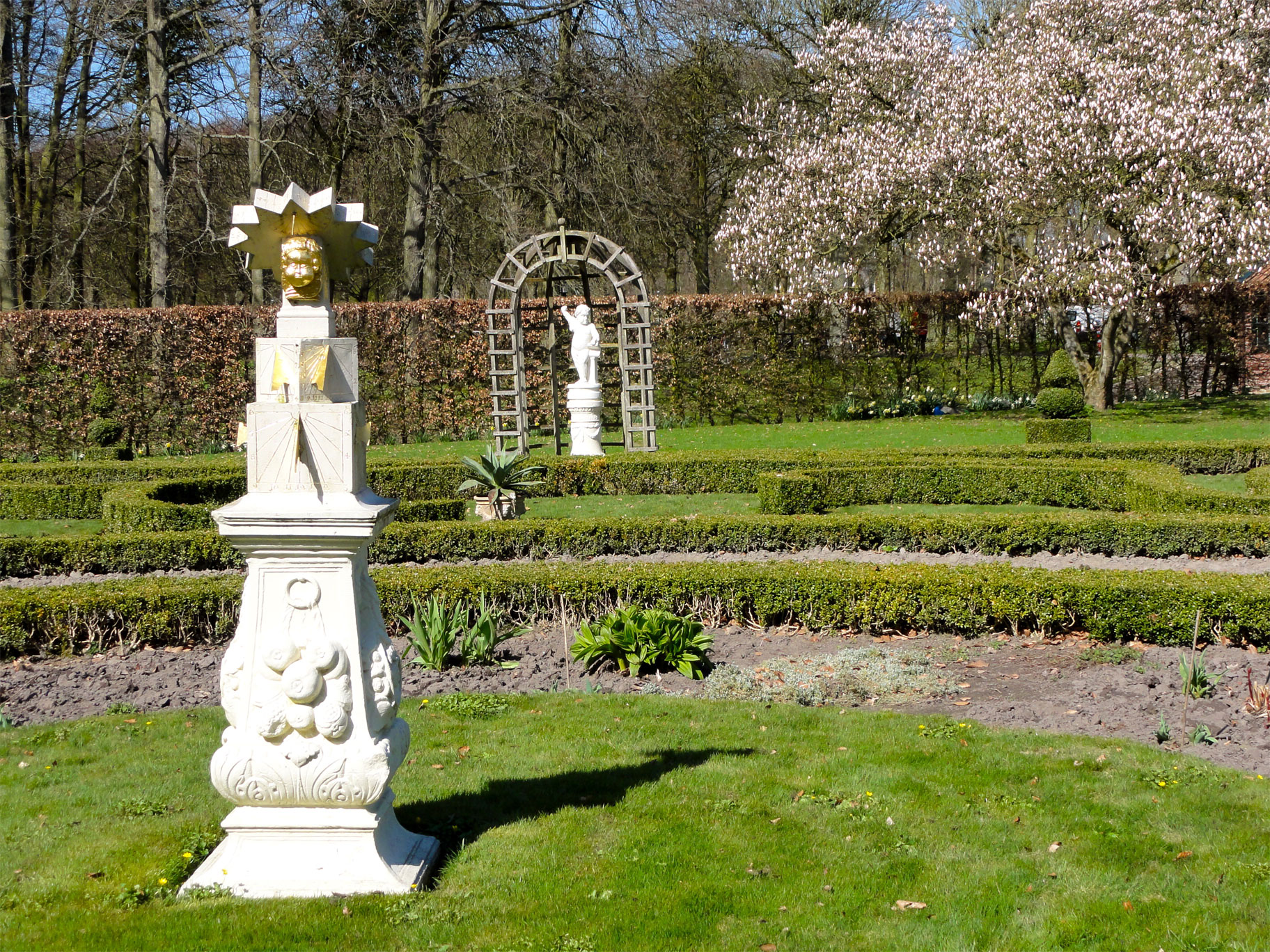
Zonnewijzer
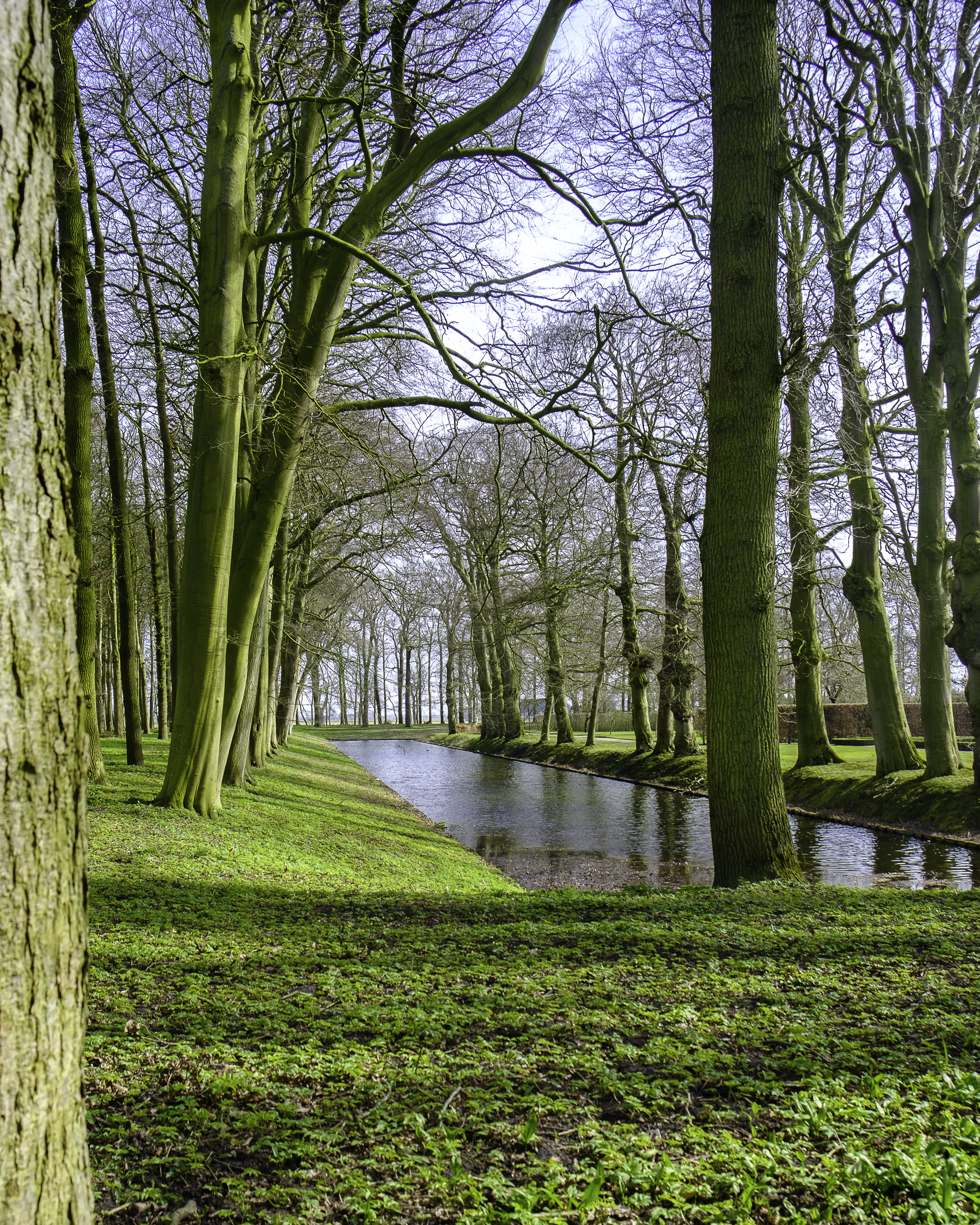
Deel van de singels